# برزیل تلکام
برزیل تلکام (انگلیسی: Brasil Telecom) شرکت مخابرات برزیلی است، که در سال ۱۹۹۸ تأسیس شد.